# Canis lupus chanco
Canis lupus chanco (лат.) — подвид волка обитающий в Гималаях.

## Таксономия
Canis himalayensis был предложен Aggarwal et al. в 2007 году для образцов Волков из индийских Гималаев, которые отличались по митохондриальной ДНК от образцов, собранных в других частях Индии. в апреле 2009 года Canis himalayensis был предложен в качестве отдельного вида волков через специалиста по номенклатуре Комитета по животным СИТЕС. Это предложение было основано на одном исследовании, которое опиралось только на ограниченное число музейных и зоопарковых образцов, которые, возможно, не были репрезентативными для дикой популяции. Комитет рекомендовал отклонить это предложение, но предложил внести это название в базу данных видов СИТЕС в качестве синонима Canis lupus. Комитет заявил, что эта классификация предназначена исключительно для целей сохранения и «не отражает новейшего состояния таксономических знаний». Потребовалась дальнейшая работа на местах. Эта генетическая линия демонстрирует дивергенцию в гене mDNA цитохрома b на 3,9 % по сравнению с Голарктическим Серым Волком, что может оправдать ее классификацию как отдельного вида. В 2019 году семинар, организованный группой специалистов МСОП/SSC Canid, отметил, что распространение гималайского волка включает Гималайский хребет и Тибетское плато. Группа определила, что самое раннее доступное латинское название-Canis chanco Gray, 1863, но географическое местоположение голотипа неясно. Группа рекомендует, чтобы эта линия волков была известна как «гималайский волк» и классифицировалась как Canis lupus chanco до тех пор, пока не будет доступен генетический анализ голотипов. В 2020 году дальнейшие исследования гималайского волка показали, что он заслуживает признания на видовом уровне в рамках концепции единого вида, концепции дифференцированного вида приспособленности и концепции биологического вида. Она была идентифицирована как эволюционно значимая единица, заслуживающая включения в Красную книгу МСОП для ее защиты.

## Филогеография

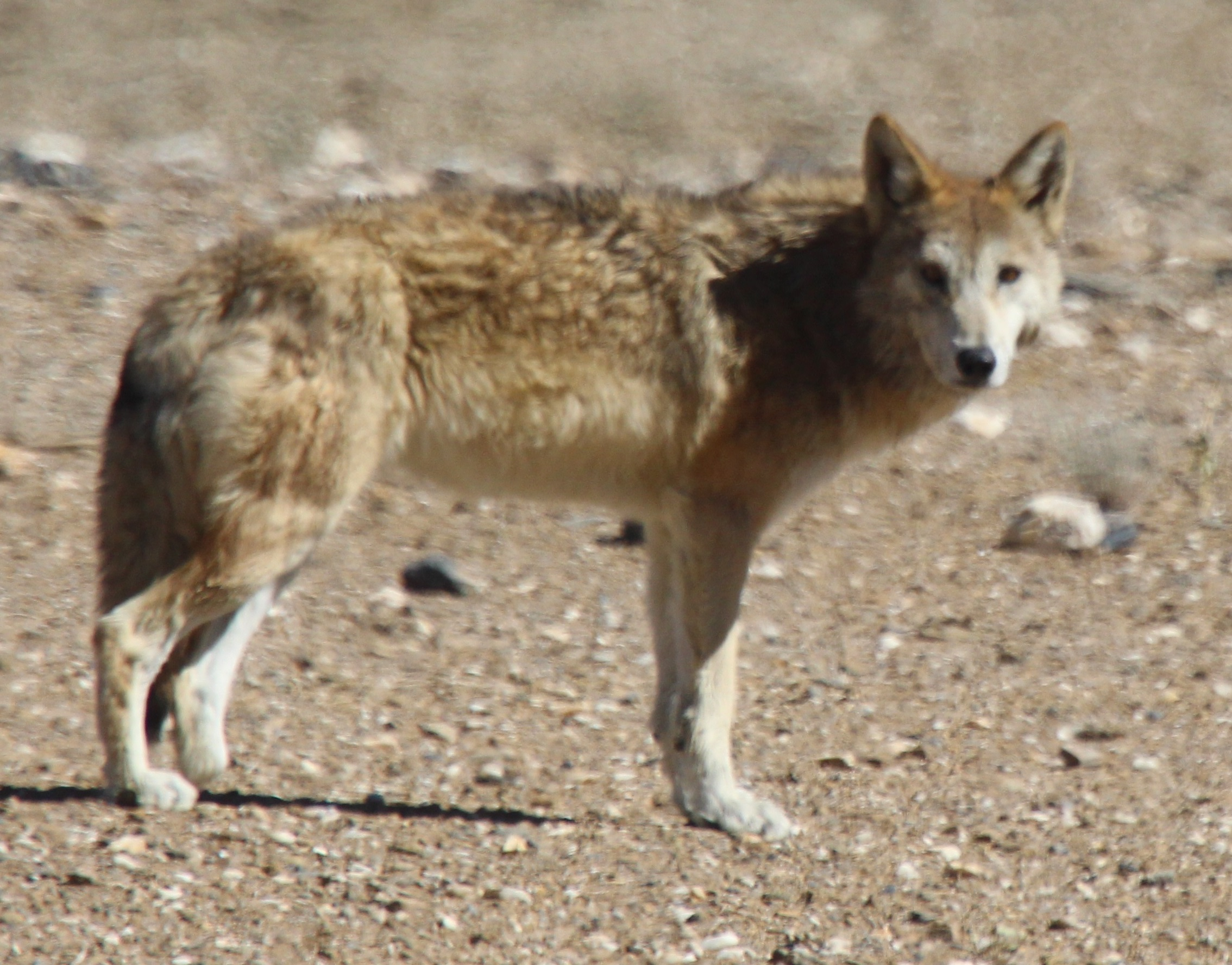

В 2004 году было проведено сравнение митохондриальной ДНК 27 Волков из Гималаев и Тибетского нагорья. Результаты показывают, что пять родственных гаплотипов сформировали клад, который является базальным для всех других волков. Эта группа включала один образец из Ладакха, девять из долины Спити в Химачал-Прадеше, четыре из Непала и два из Тибета. Гималайский волчий клан отделился от других псовых 800 000 лет назад. Семь кашмирских Волков не попали в эту группу. мтДНК 18 пленных волков в Гималайском зоологическом парке Падмаджа найду была проанализирована в 2007 году. Результаты показали, что у них был общий женский предок. Поскольку это исследование было основано на выведенных в неволе образцах животных, которые произошли только от двух самок, эти образцы не считались репрезентативными. Кроме того, известно, что волчья популяция в долине Кашмира недавно прибыла в этот район. Последующие генетические исследования показали, что образцы Волков из Тибета генетически базальны для Голарктического серого волка. его ген MT-ND4L начинается с пары оснований GTG, в то время как все другие canids начинаются с ATG. Результаты секвенирования всего генома показали, что это наиболее генетически дивергентный волк.
Анализ образцов ската от двух волков, собранных в верхнем Долпо, соответствовал гималайскому волку. Фекальные останки четырех волков, собранные в районе Верхнего Мустанга заповедника Аннапурна, также попали в гималайскую волчью кладу, но образовали отдельный гаплотип по сравнению с ранее изученными.
Популяция Гималайских волков в Тибете сократилась за последние 25 000 лет и испытала историческую нехватку населения. Оледенение во время последнего ледникового максимума могло привести к потере среды обитания, генетической изоляции и древнему инбридингу. С другой стороны, популяция в Цинхае выросла, показав поток генов 16 % от китайских местных собак и 2 % от генома динго. Вероятно, он заново окрасил Тибетское плато. Гималайский волк контрастирует с волками, живущими на более низких высотах во Внутренней Монголии, Монголии и провинции Синьцзян. Некоторые волки в Китае и Монголии также попадают в гималайский волчий клад, что указывает на общий материнский предок и широкое распространение. Имеются свидетельства гибридизации с серым волком в Сачят-Эрташе в Иссык-Кульской области Кыргызстана, а также интрогрессии от серого волка или собаки в гималайского волка в Непале.

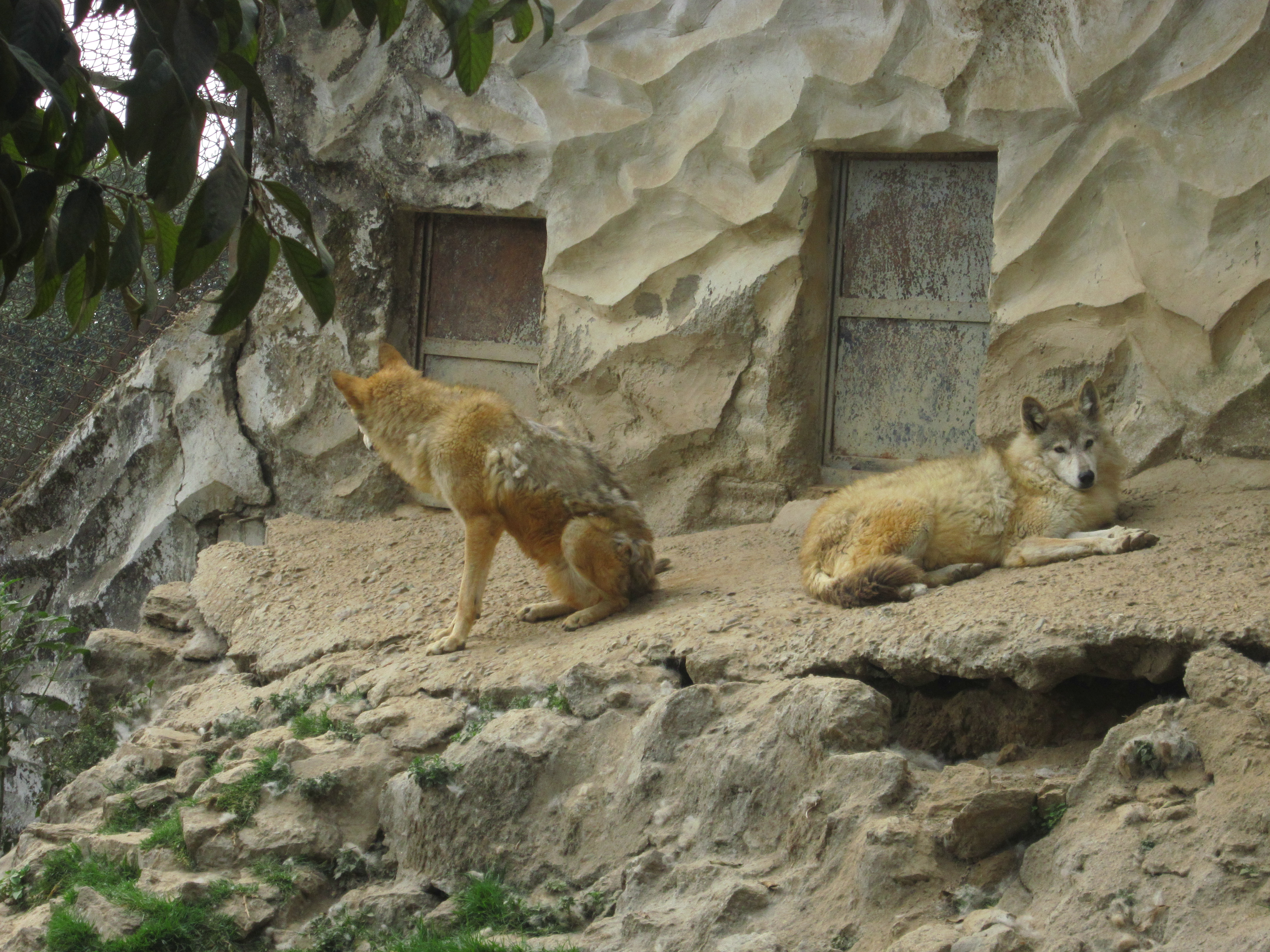

Геномное исследование Волков Китая включало музейные образцы Волков из Южного Китая, собранные между 1963 и 1988 годами. Волки, участвовавшие в исследовании, образовали 3 группы: североазиатские волки, которые включали Волков из северного Китая и Восточной России, волков с тибетского плато и уникальную популяцию из Южного Китая. Один экземпляр, расположенный на юго-востоке провинции Цзянси, свидетельствует о смешивании тибетских Волков с другими волками в Китае. Последовательности ДНК могут быть нанесены на карту, чтобы выявить филогенетическое дерево, представляющее эволюционные отношения, причем каждая точка ветви представляет собой расхождение двух линий от общего предка. На этом дереве термин «базальный» используется для описания линии, которая образует ветвь, расходящуюся ближе всего к общему предку.

### Примесь стибетским мастифом
Тибетский мастиф очень быстро адаптировался к экстремальным горным условиям Тибетского нагорья по сравнению с другими млекопитающими, такими как як, тибетская антилопа, снежный барс и дикий кабан. Способность тибетского мастифа избегать гипоксии на больших высотах, обусловленная его более высоким уровнем гемоглобина по сравнению с низкогорными собаками, была обусловлена доисторическим скрещиванием с тибетскими волками.

### Отношения сафриканским золотым волком
В 2011 году было высказано предположение, что индийский волк, гималайский волк и африканский золотой волк представляют собой древние линии волков, причем африканский золотой волк колонизировал Африку до излучения Северного полушария Голарктического серого волка.

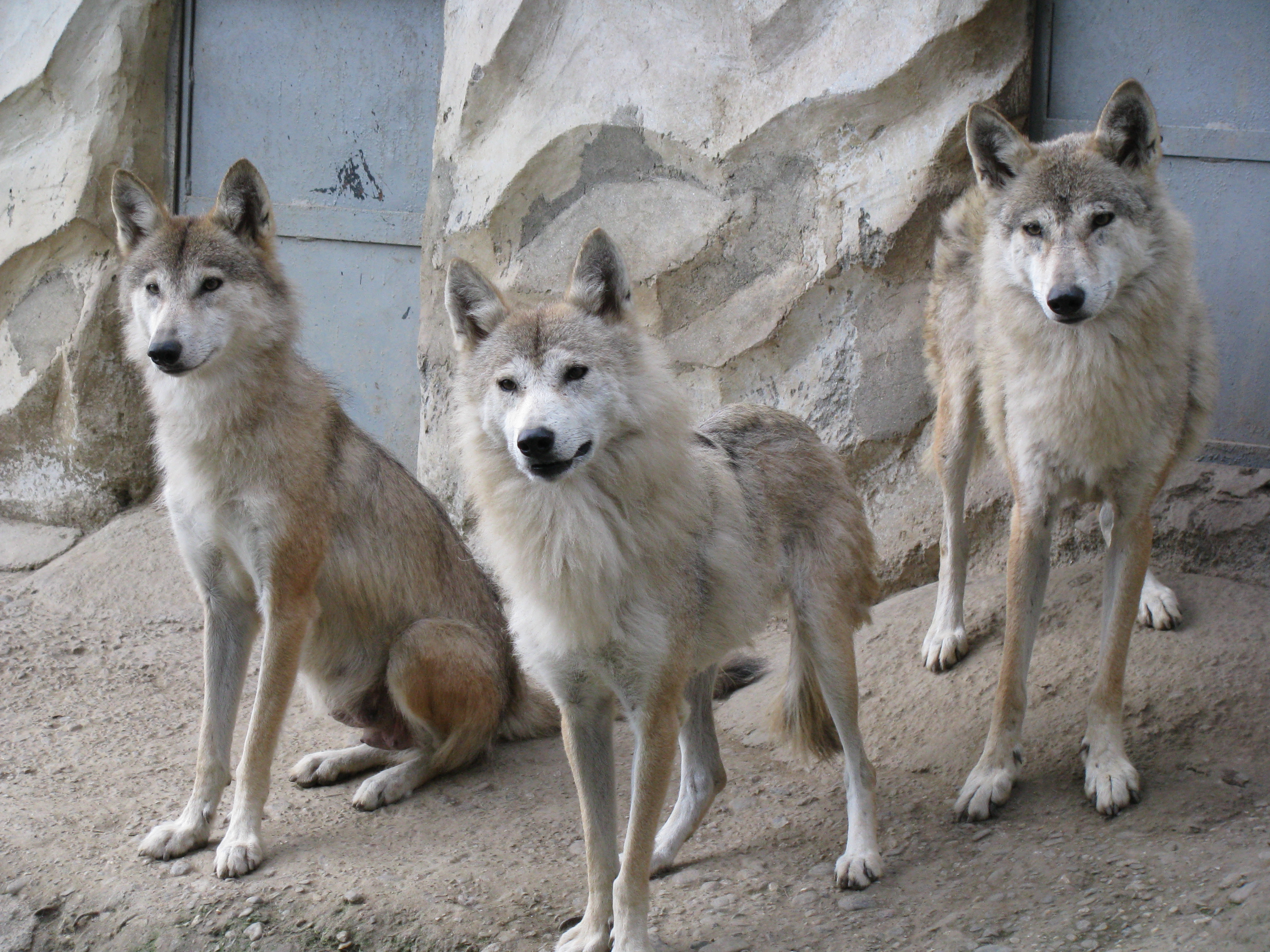

Были проведены два исследования митохондриального генома как современных, так и вымерших серых волков (Canis lupus), но они исключили генетически расходящиеся линии гималайского и Индийского Волков. Древние образцы были радиоуглеродно датированы и стратографически датированы, и вместе с последовательностями ДНК было создано основанное на времени филогенетическое дерево для волков. Исследование показало, что самый последний общий предок для всех других видов Canis lupus — современных и вымерших — был 80 000 лет назад. Анализ митохондриального генома гималайского волка показывает, что гималайский волк отделился между 740 000—691 000 лет назад от линии, которая должна была стать Голарктическим серым волком.
Между 2011 и 2015 годами два исследования мднк показали, что гималайский волк и Индийский Серый волк генетически ближе к Африканскому золотому волку, чем к Голарктическому Серому Волку. Начиная с 2017 года, два исследования, основанные на mDNA, а также маркерах X-хромосомы и Y-хромосомы, взятых из ядра клетки, показывают, что гималайский волк генетически базален к Голарктическому Серому Волку. Степень его расхождения с Голарктическим серым волком аналогична степени расхождения африканского золотого волка с Голарктическим серым волком. Гималайский волк имеет общую материнскую линию с африканским золотым волком. Он обладает уникальной отцовской родословной, которая лежит между Серым Волком и Африканским золотым волком. Образцы, использованные в этих двух исследованиях, показывают, что высокогорный диапазон гималайского волка включает Гималаи, а затем север через Тибетское плато к озеру Цинхай в китайской провинции Цинхай. В 2018 году для сравнения представителей рода Canis было использовано секвенирование всего генома. Было установлено, что африканский золотой волк является потомком генетически смешанного пса 72 % серого волка и 28 % эфиопского волка. Эфиопский волк не разделяет однонуклеотидные полиморфизмы, которые обеспечивают адаптацию к гипоксии с гималайским волком. Адаптация эфиопского волка к жизни на больших высотах может происходить и в других местах однонуклеотидного полиморфизма. Это указывает на то, что адаптация эфиопского волка не была унаследована по происхождению от общего предка, общего с гималайским волком.

## Характеристики

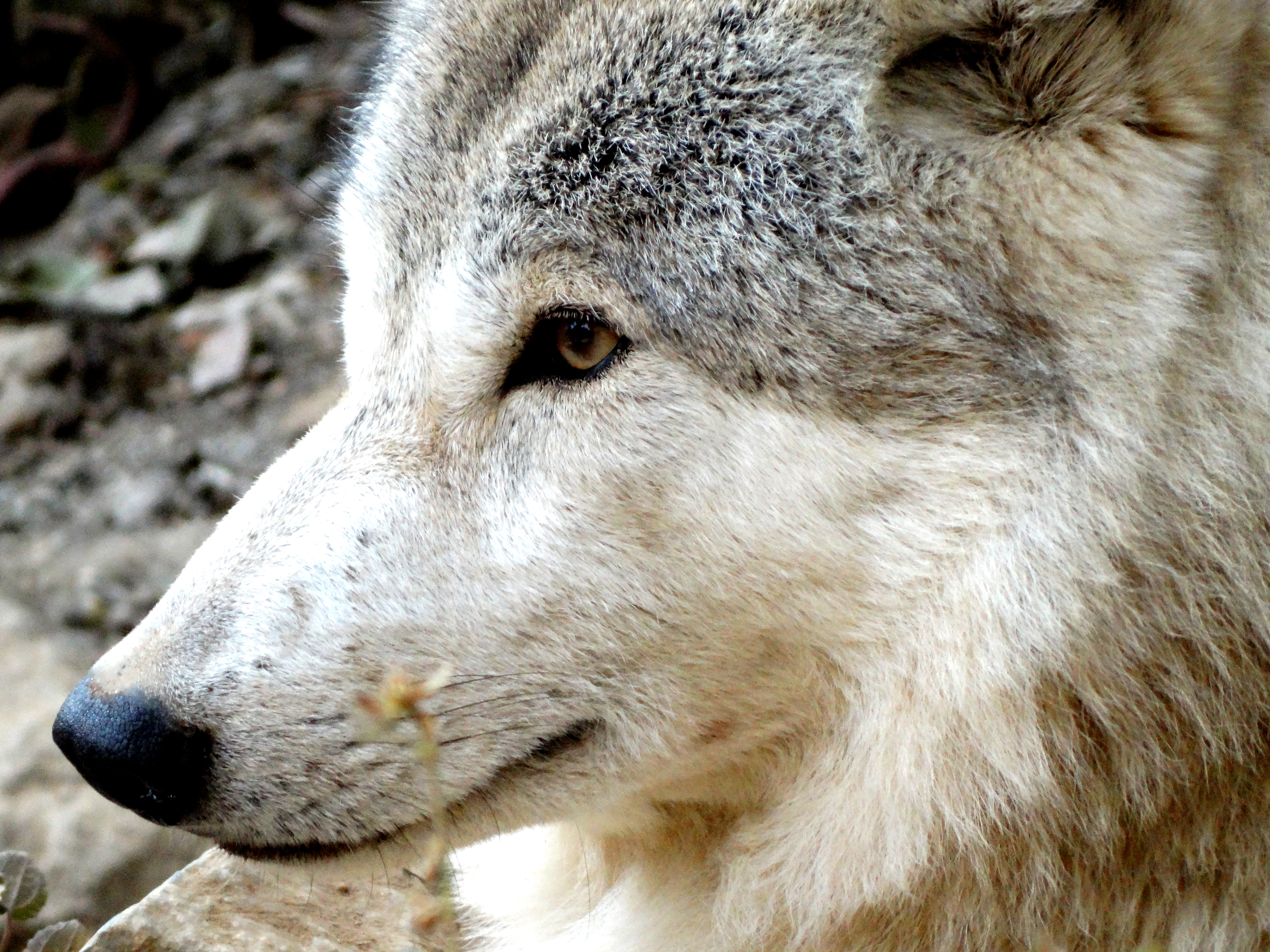

Canis lupus chanco имеет густой, шерстистый мех, который имеет тусклый землисто-коричневый цвет на спине и хвосте и желтовато-белый на лице, животе и конечностях. Он составляет около 110 см в длину и 76 см в высоту в плече. Он крупнее индийского волка. У него близко расположенные черные крапинки на морде, под глазами, на верхних щеках и ушах. Он весит около 35 кг.
Сердце гималайского волка выдерживает низкий уровень кислорода на больших высотах. Он имеет сильный отбор для RYR2, гена, который инициирует сердечное возбуждение

## Распространение и среда обитания
В Китае гималайский волк обитает на Тибетском плато в провинциях Ганьсу, Цинхай, Тибет и западная Сычуань.
В Северной Индии он встречается в районе Ладакх Восточного Кашмира и в районе Лахаул и Спити на северо-востоке штата Химачал-Прадеш. В 2004 году численность гималайского волка в Индии оценивалась в 350 особей, занимающих площадь около 70 000 км2. В период с 2005 по 2008 год он был замечен на альпийских лугах над линией деревьев к северо-востоку от Национального парка Нанда Деви в Уттаракханде. В 2013 году, волк был сфотографирован с помощью фотоловушки, установленной на высоте около 3500 м вблизи ледника Сандердхунга в районе Уттаракханда Багешвар.

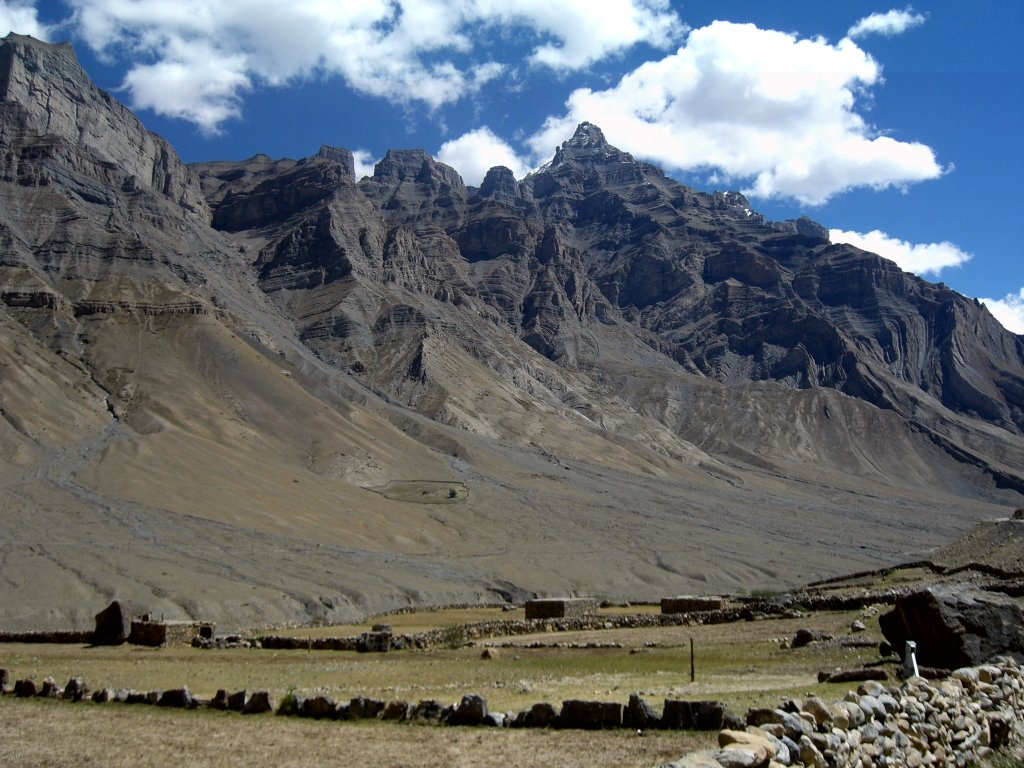

В Непале он был зафиксирован в заповедной зоне АПИ-Нампа, верхней Долпе, Хумле, Манаслу, верхнем Мустанге и в заповедной зоне Канченджанга. Непальские Гималаи являются важным местом обитания гималайского волка.

## Поведение и экология
Вой гималайского волка имеет более низкие частоты и более короткую продолжительность. Эти завывания акустически различны и значительно отличаются друг от друга и от других подвидов волков. Охотятся они на: голубых баранов, яков, сибирских горных козлов, винторогих козлов и архаров.

### Стая
Гималайские волки предпочитают дикую добычу домашней. Они предпочитают меньшую тибетскую Газель, чем более крупного белогубого оленя, и они предпочитают равнинную тибетскую Газель, а не скалистого Наура. Дополнительное питание включает в себя маленького гималайского сурка, шерстистого зайца и Пикаса. Гималайские волки избегали домашнего скота там, где была доступна дикая добыча, однако вторжение в среду обитания и истощение популяций диких хищников, по прогнозам, приведет к конфликту с пастухами. Для защиты этих волков будет важно обеспечить здоровые популяции диких хищников путем создания заповедников и убежищ для диких животных.
Исторические источники указывают, что волки иногда убивали детей в Ладакхе и Лахуле. В рамках предлагаемого заказника дикой природы Гья-миру в Ладакхе была проведена оценка интенсивности опустошения скота в трех деревнях. Оценка показала, что тибетские волки были самыми важными хищниками, на долю которых приходилось 60 % всех потерь скота, за ними следовали снежный барс и евразийская рысь. Наиболее частой добычей были домашние козы (32 %), за ними следовали овцы (30 %), яки (15 %) и лошади (13 %). Волки убивали лошадей значительно больше, а коз меньше, чем можно было бы ожидать от их относительного изобилия.

## Сохранение

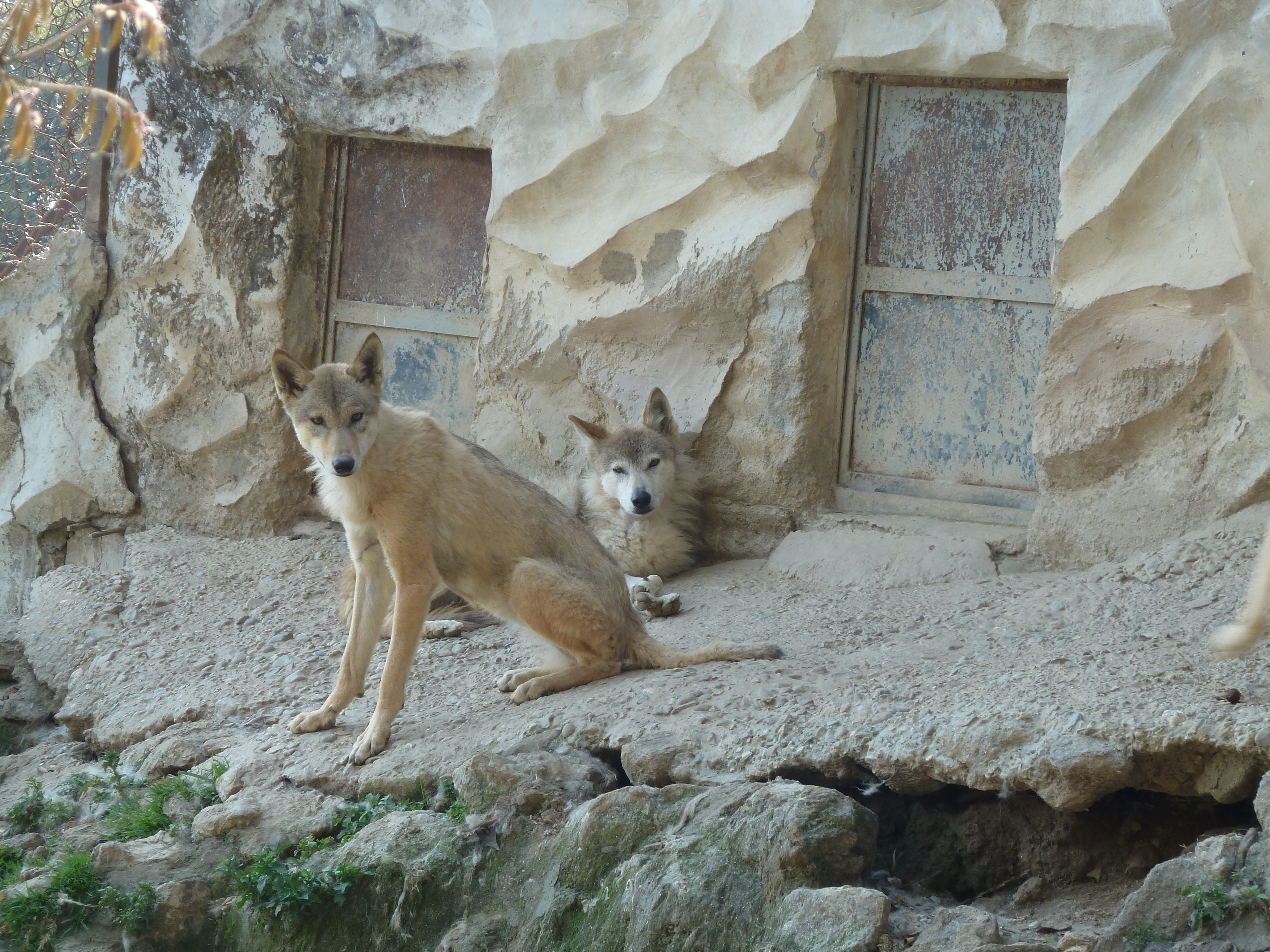

Волк в Бутане, Индии, Непале и Пакистане занесен в Приложение I. В Индии волк охраняется в соответствии с приложением I Закона Об охране дикой природы 1972 года, который запрещает охоту; зоопарк нуждается в разрешении правительства на приобретение волка. Он занесен в список находящихся под угрозой исчезновения в Джамму и Кашмире, Химачал-Прадеше и Уттаракханде, где большая часть популяции волков живет за пределами сети охраняемых районов. Отсутствие информации о его базовой экологии в этом ландшафте является препятствием для разработки плана сохранения. В Непале он охраняется в соответствии с перечнем I Закона О национальных парках и охране дикой природы 2029 года (1973), запрещающего охоту на него. В Китае волк занесен в Красную книгу позвоночных животных Китая как уязвимый, и охота на него запрещена.

### В неволе
В 2007 году 18 Гималайских Волков содержались для разведения в двух индийских зоопарках. Они были пойманы в дикой природе и содержались в Гималайском зоологическом парке Падмаджа найду в Западной Бенгалии и в зоопарке Куфри в Химачал-Прадеше.